# Jednotky Quds
Jednotky Quds (persky نیروی قدس‎, česky Jeruzalémské jednotky) jsou tajnou složkou Islámských revolučních gard odpovědnou za operace v zahraničí, včetně sbírání zpravodajských materiálů, podpory převratů, výcviků zahraničních povstaleckých sil a atentátů. Pro jednotky dříve známé jako Bírún marzí (بیرون مرزی mimo hranice) nebo Oddělení 9000 se v rámci Revolučních gard vžilo označení jednotky Quds. Al Quds (القدس) v arabštině znamená Jeruzalém a název slibuje, že Revoluční gardy jednoho dne Jeruzalém osvobodí od izraelských kolonizátorů a zničí stát Izrael. Odhaduje se, že jednotky mají asi 15 000 vojáků a operativců. Velitelem byl brigádní generál Kásim Sulejmaní. Jednotky jsou přímo odpovědné nejvyššímu vůdci islámské revoluce Sajjidu Alímu Chameneímu.

## Historie
Jednotky Quds vznikly na počátku irácko-íránské války jako součást Islámských revolučních gard. Jejich úkolem bylo podněcovat irácké Kurdy proti vládě Saddáma Husajna. V této činnosti po skončení války dále pokračovaly. V době sovětské okupace Afghánistánu v letech 1979–1989 podporovaly povstalecké oddíly Ahmada Šáha Masúda a po odchodu sovětských vojsk i proti Tálibánu. V době války v Jugoslávii pomáhaly bosenským muslimům v boji proti Srbům.

## Operace
Jednotky Quds se ve své činnosti zaměřují na vyzbrojování a podporu islámských revolučních skupin po celém Blízkém východě. Zahraniční rekruti jsou přepravováni z jejich domovských zemí do Íránu, kde jsou školeni v konvenčním boji. Důstojníci jednotek Quds někdy operují i v místě konfliktu, kde pomáhají s plánováním vojenských operací a poskytují rady povstaleckým oddílům.
Oblastmi působnosti jsou hlavně:

### Libanon
Násilné působení Hizballáhu v Libanonu nejvíce směřuje proti hlavnímu nepříteli, Izraeli. Jednotky Quds hrají hlavní roli ve vytváření operačních plánů Hizballáhu i jejich realizaci v poli v případě eskalace různých konfliktů s Izraelem. Írán takto řídí i koordinuje většinu vojenských akcí Hizballáhu. Členové jednotek Quds vybavují Hizballáh sofistikovanými zbraněmi a zacvičují jeho bojovníky v jejich používáni. V období druhé libanonské války pomáhaly Hizballáhu s přípravou a odpálením raket Kosar, které poškodily izraelskou korvetu třídy Saar 5.

### Irák
V Iráku se jednotky Quds zaměřují především na vyzbrojování militantních organizací jako Mahdího armáda (جیش المهدی) nebo militantního křídla Vojenské rady pro islámskou revoluci.

## Organizace

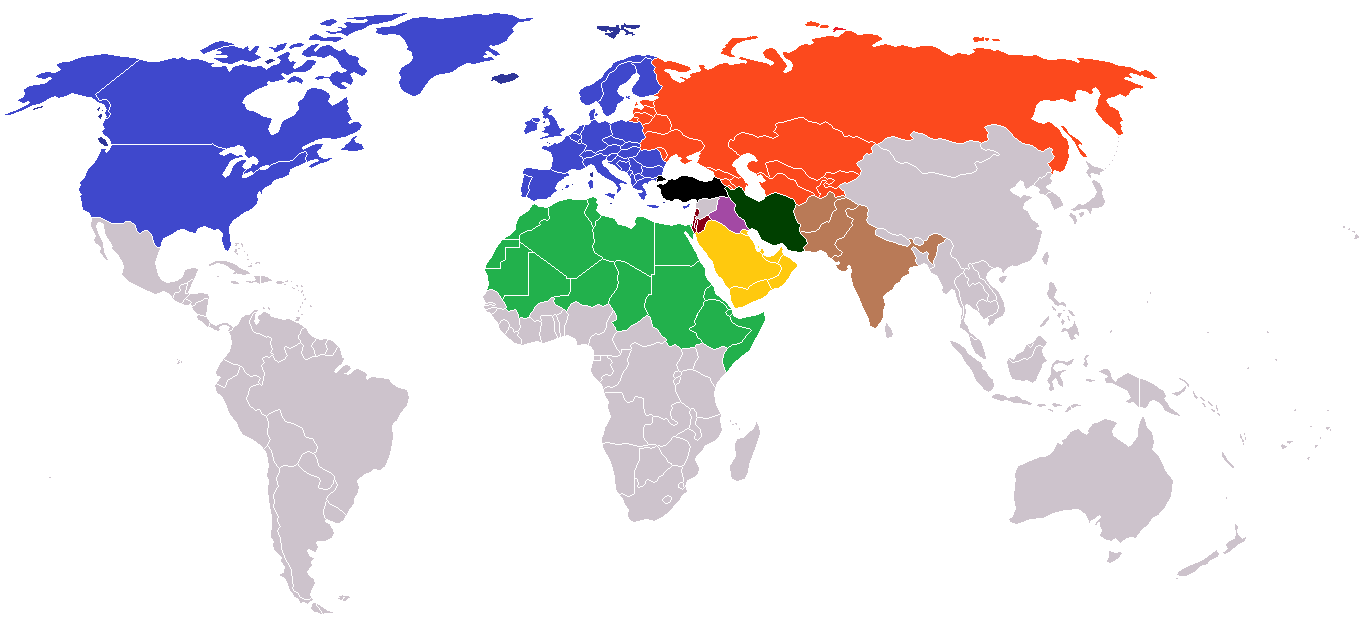
Operační sektory působnosti Jednotek Quds

Jednotky Quds jsou rozděleny do 8 sekcí z nichž každá má na starosti určitou geopolitickou oblast.
- Evropa a Severní Amerika
- Irák
- Afghánistán, Pákistán, Indie
- Izrael, Libanon, Jordánsko
- Turecko
- Severní Afrika
- Arabský poloostrov
- republiky bývalého Sovětského svazu